# Bykelos ze Sikyónu
Bykelos (starořecky Βύκελος–Bykelos) byl vítěz v boxu dorostenců na olympijských hrách v roce 396 př. n. l.
Bykelos ze Sikyónu zvítězil na 98. olympijských hrách v boxu. Box dorostenců zavedli v Olympii v roce 616 př. n. l. a prvním vítězem této disciplíny byl Filótas ze Sybaridy.
Starověký autor Pausanias uvádí, že Bykelos byl prvním ze sikyónu, kterému se podařilo zvítězit v pěstním souboji na hrách v Olympii. Sikyóňané později svého rodáka Bykelaa poctili mramorovou sochou, vytvořenou sikyónskym sochařem Kanachem a slavnostně ji umístili v olympijské Altide.